# Гаврилов Володимир Володимирович
Володи́мир Володи́мирович Гаври́лов (1982, Донецьк — 3 липня 2014, Донецьк) — старший сержант міліції.

## Обставини загибелі
Народився 1982 року в місті Донецьк. Тимчасовий виконувач обов'язків інспектора дорожньо-патрульної служби ДАІ МВС України, ДАІ міста Донецька.
Розстріляний двома невідомими у камуфляжній формі поблизу транспортної розв'язки на перетині вулиць Артемівської та Гірничої в Куйбишевському районі міста Донецька.
Похований в Донецьку.

## Нагороди
- орден «За мужність» III ступеня (15.07.2014, посмертно)